# DREAMS COME TRUE (アルバム)
DREAMS COME TRUE（ドリームズ・カム・トゥルー）は、DREAMS COME TRUEの1枚目のアルバムである。
1989年3月21日にEPIC/SONY RECORDS（現・エピックレコードジャパン）からリリースされた。

## 概要
- DREAMS COME TRUEのデビュー作品である。
- 初回出荷枚数は8000枚だった[1]。1994年6月時点で、累計売上90万枚（エピックレコードジャパン）[1]。
- シングル「あなたに会いたくて」と同時発売された。
- アルバム収録曲は6曲目の「カ・タ・ガ・キ」以外全て吉田美和が作曲している。
- このアルバムを引っさげて、コンサートツアー『We Are Dreams Come True』を開催。
- ドリカムの公式ファンクラブ「POWER PLANT」の名称は、本アルバムのレコーディングが行われたロンドンの「POWER PLANT STUDIO」に由来している[2][3]。
- 大半の楽曲はメジャーデビューを果たす前、1987~1988年の段階で既に完成しており、1988年10月以降、渋谷TAKE OFF 7をはじめとする都内のライブハウス等でも既に当アルバムの収録曲の大半が演奏されていた。
- 長らく、本アルバムをコンサートなどで演奏する事が無かったが、25年後の2014年にデビュー25周年を記念して開催された全国ツアー「AEON presents 25th Anniversary DREAMS COME TRUE CONCERT TOUR 2014 ATTACK25」にて最新アルバム「ATTACK25」と本アルバムを行き来する形で披露された。
- 1992年12月12日にMDが発売されている（規格品番：ESYB7032）。
- 「Hi,How're You Doin'?」は楽曲リストに記載されていない。

## 収録曲
| 全作詞: 吉田美和、全編曲: 中村正人。 |                           |           |          |      |
| #                                    | タイトル                  | 作詞      | 作曲     | 時間 |
| 1.                                   | 「Hi, How're You Doin'?」 | 吉田美和  |          | 0:03 |
| 2.                                   | 「APPROACH」              | 吉田美和  | 吉田美和 | 4:51 |
| 3.                                   | 「Don't You Say…」        | 吉田美和  | 吉田美和 | 4:47 |
| 4.                                   | 「あなたに会いたくて」    | 吉田美和  | 吉田美和 | 5:09 |
| 5.                                   | 「週に1度の恋人」         | 吉田美和  | 吉田美和 | 5:19 |
| 6.                                   | 「カ・タ・ガ・キ」        | 吉田美和  | 中村正人 | 4:18 |
| 7.                                   | 「エメラルドの弱み」      | 吉田美和  | 吉田美和 | 5:48 |
| 8.                                   | 「それでも恋は永遠」      | 吉田美和  | 吉田美和 | 4:16 |
| 9.                                   | 「IT'S TOO LATE」         | 吉田美和  | 吉田美和 | 4:18 |
| 10.                                  | 「悲しいKiss」            | 吉田美和  | 吉田美和 | 5:50 |
| 11.                                  | 「STILL」                 | 吉田美和  | 吉田美和 | 5:49 |
| 合計時間:                            | 合計時間:                 | 合計時間: | 50:28    |      |

## 楽曲解説
1. Hi, How're You Doin'?
吉田の伴奏無しでのオープニングコールとなっており、収録時間はたったの3秒と史上最短。
2. APPROACH
後に2ndシングルとしてシングルカットされた。
3. Don't You Say…
1stシングル「あなたに会いたくて」のカップリング。表示はないが、シングルとは別バージョンとなっている。
4. あなたに会いたくて
1stシングル。今作収録曲はほとんどがデビュー前から存在していたが、この曲はデビューのために新たに作られた。
5. 週に1度の恋人
2ndシングル「APPROACH」のカップリング。
6. カ・タ・ガ・キ
このアルバムの中では中村が作曲した唯一の曲。この頃、吉田は他人の曲に歌詞をつけるのが難しかったため中村作曲作品があまりなかった。
7. エメラルドの弱み
8. それでも恋は永遠
9. IT'S TOO LATE
10. 悲しいKiss
映画『山田ババアに花束を』挿入歌
11. STILL

## ライブ映像
| #  | タイトル           | 収録ライブ                                                                              |
| -- | ------------------ | --------------------------------------------------------------------------------------- |
| 2  | APPROACH           | SPACE SHOWER TV “LIVE with YOU” ～DREAMS COME TRUE～                                    |
| 2  | APPROACH           | 25th Anniversary DREAMS COME TRUE CONCERT TOUR 2014 - ATTACK25 -                        |
| 2  | APPROACH           | DREAMS COME TRUE ACOUSTIC風味LIVE 総仕上げの夕べ 2021/2022 ～仕上がりがよろしいようで～ |
| 3  | Don't You Say...   | 史上最強の移動遊園地 DREAMS COME TRUE WONDERLAND 1999 ～夏の夢～                        |
| 3  | Don't You Say...   | 史上最強の移動遊園地 DREAMS COME TRUE WONDERLAND 2003                                   |
| 3  | Don't You Say...   | DREAMS COME TRUE 裏ドリワンダーランド 2012/2013                                         |
| 3  | Don't You Say...   | 史上最強の移動遊園地 DREAMS COME TRUE WONDERLAND 2023                                   |
| 4  | あなたに会いたくて | 史上最強の移動遊園地 DREAMS COME TRUE WONDERLAND 1995                                   |
| 4  | あなたに会いたくて | 史上最強の移動遊園地 DREAMS COME TRUE WONDERLAND 1999 ～冬の夢～                        |
| 4  | あなたに会いたくて | 史上最強の移動遊園地 DREAMS COME TRUE WONDERLAND 2007                                   |
| 4  | あなたに会いたくて | 20th Anniversary DREAMS COME TRUE CONCERT TOUR 2009 “ドリしてます？”                    |
| 4  | あなたに会いたくて | SPACE SHOWER TV “LIVE with YOU” ～DREAMS COME TRUE～                                    |
| 4  | あなたに会いたくて | 25th Anniversary DREAMS COME TRUE CONCERT TOUR 2014 - ATTACK25 -                        |
| 4  | あなたに会いたくて | 史上最強の移動遊園地 DREAMS COME TRUE WONDERLAND 2019                                   |
| 5  | 週に１度の恋人     | POCARI SWEAT 30th SPECIAL LIVE ドリ×ポカリ ～イキイキ！～                               |
| 5  | 週に１度の恋人     | DREAMS COME TRUE 裏ドリワンダーランド 2016                                              |
| 6  | カ・タ・ガ・キ     | 史上最強の移動遊園地 DREAMS COME TRUE WONDERLAND 1991                                   |
| 8  | それでも恋は永遠   | 25th Anniversary DREAMS COME TRUE CONCERT TOUR 2014 - ATTACK25 -                        |
| 9  | IT'S TOO LATE      | 史上最強の移動遊園地 DREAMS COME TRUE WONDERLAND 1991                                   |
| 9  | IT'S TOO LATE      | 25th Anniversary DREAMS COME TRUE CONCERT TOUR 2014 - ATTACK25 -                        |
| 10 | 悲しいKiss         | 史上最強の移動遊園地 DREAMS COME TRUE WONDERLAND 1995                                   |
| 10 | 悲しいKiss         | 史上最強の移動遊園地 DREAMS COME TRUE WONDERLAND 1999 ～夏の夢～                        |
| 10 | 悲しいKiss         | 史上最強の移動遊園地 DREAMS COME TRUE WONDERLAND 2007                                   |
| 10 | 悲しいKiss         | SPACE SHOWER TV “LIVE with YOU” ～DREAMS COME TRUE～                                    |
| 10 | 悲しいKiss         | 25th Anniversary DREAMS COME TRUE CONCERT TOUR 2014 - ATTACK25 -                        |
| 10 | 悲しいKiss         | 史上最強の移動遊園地 DREAMS COME TRUE WONDERLAND 2015                                   |
| 11 | STILL              | 史上最強の移動遊園地 DREAMS COME TRUE WONDERLAND 1999 ～夏の夢～                        |
| 11 | STILL              | 20th Anniversary DREAMS COME TRUE CONCERT TOUR 2009 “ドリしてます？”                    |
| 11 | STILL              | ENEOS×DREAMS COME TRUE ドリカム３０周年前夜祭 ～ENERGY for ALL～                        |

## セットリスト
『ああ、神より素敵なDreams Come True』のセットリスト
1. OPEN SESAME
2. APPROACH
3. IT'S TOO LATE
4. それでも恋は永遠
5. エメラルドの弱み
6. 星空が映る海
7. 悲しいKiss
8. 週に１度の恋人
9. うれしい！たのしい！大好き！
10. うれしはずかし朝帰り
11. 未来予想図
12. MEDICINE
13. BIG MOUTHの逆襲
14. カ・タ・ガ・キ
15. あなたに会いたくて
16. Don't You Say...
17. STILL (ENCORE)
18. 未来予想図II (ENCORE)